# (34166) Neildeshmukh
2000 QQ30 (asteroide 34166) é um asteroide da cintura principal. Possui uma excentricidade de 0.10572120 e uma inclinação de 6.35014º.
Este asteroide foi descoberto no dia 25 de agosto de 2000 por LINEAR em Socorro.